# Jean-Marie Mate Musivi Mupendawatu
Jean-Marie Mate Musivi Mupendawatu (Lubero, 18 luglio 1955) è un presbitero della Repubblica Democratica del Congo.

## Biografia
Jean-Marie Mate Musivi Mupendawatu è nato a Lubero, provincia del Kivu Nord nell'allora Zaire, il 18 luglio 1955. Scoprendo in gioventù la vocazione religiosa, ha frequentato il Seminario minore diocesano di Musienene, quello filosofico e teologico "Pio X" di Bukavu e quello universitario "Giovanni Paolo II" di Kinshasa. È stato ordinato sacerdote il 26 agosto 1982 per la diocesi di Butembo-Beni dal vescovo Emmanuel Kataliko. È stato professore nel Seminario minore diocesano di Musienene e quindi rettore dello stesso fra il 1982 e il 1985; ha poi esercitato il ministero di sostituto cappellano in Canada, presso il "Centre Hospitalier de Verdun" ed il Centro per anziani "Hôtel-Dieu de Montréal".
Dal 1985 al 1989 ha completato gli studi presso la Pontificia università urbaniana, dove ha conseguito la licenza e il dottorato in diritto canonico. Il 1º aprile 1991 ha iniziato il suo servizio alla Santa Sede come officiale del Pontificio consiglio della pastorale per gli operatori sanitari; il 31 luglio 2009 il Santo Padre lo ha nominato sotto-segretario, mentre il 14 luglio 2011 segretario del medesimo dicastero.
Per molti anni ha maturato una vasta esperienza in campo internazionale, avendo partecipato a incontri e conferenze organizzati da istituzioni e organizzazioni sia a livello regionale che internazionale. Ha fatto parte del comitato di bioetica dell'UNESCO dal 1992 al 1995. Negli anni successivi ha fatto parte della delegazione della Santa Sede in occasione delle riunioni del comitato esecutivo e dell'assemblea dell'Organizzazione mondiale della sanità e della delegazione degli osservatori alla Conferenza Generale degli Stati dell'UNESCO a Parigi.
Nel 1996 papa Giovanni Paolo II gli ha conferito il titolo onorifico di cappellano di Sua Santità, mentre nel 2007 papa Benedetto XVI gli ha dato quello di prelato d'onore di Sua Santità. È canonico di San Pietro in Vaticano e membro del Consiglio direttivo della Pontificia accademia per la vita e autore di diverse pubblicazioni concernenti soprattutto tematiche di bioetica. Conosce il francese, l'italiano, l'inglese e lo swahili.